# Куропатки (мортиры)

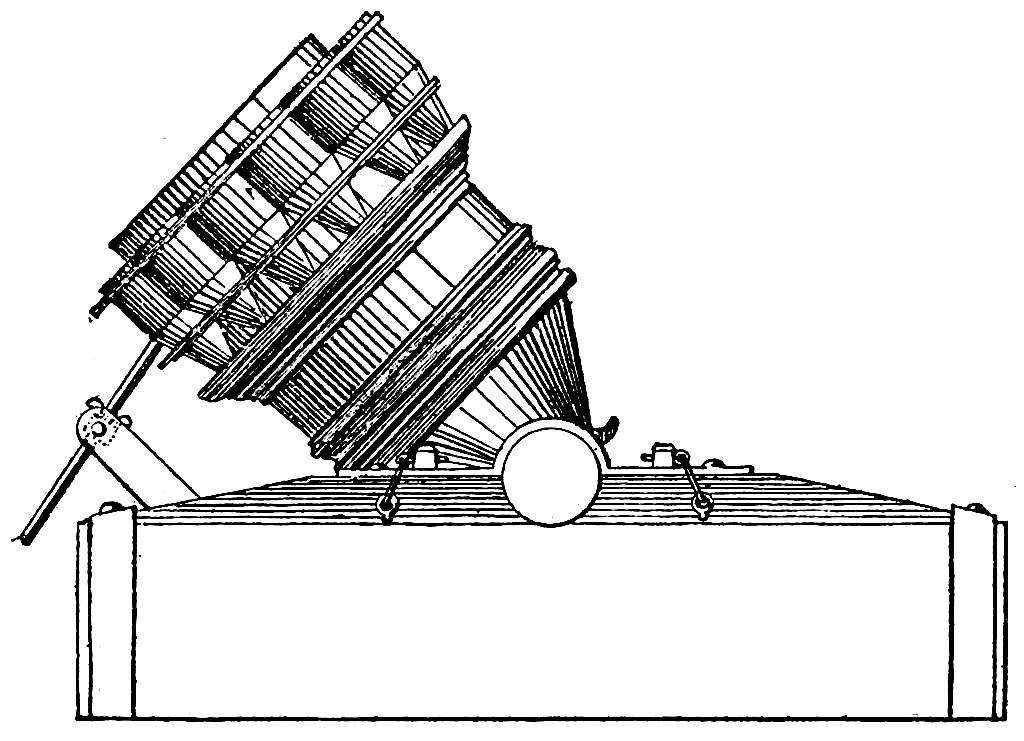
Мортира-куропатка
(рис. из «Военной энциклопедии»)

Куропатки — вид гладкоствольных мортир XVII века, предназначенных для навесной стрельбы, оригинальной конструкции, бывшие в некотором количестве на вооружении во Франции до преобразований во французской артиллерии, осуществлённых Жаном Флораном де Вальером.
Куропатки представляли собой 8-ми дюймовые мортиры, дульная часть которых была окружена тринадцатью 3-фн.(2-дм.) мортирками. Запалы последних были соединены с каморой центральной мортиры, поэтому 3-фн. гранаты при выстреле вылетали следом за восьмидюймовой бомбой, «как стая куропаток за своею маткою», откуда и название орудия.
Изобретенные литейщиком Петри, куропатки применялись французской армией в Войне за испанское наследство (например, при осаде города Лилля).